# Sebastián de Belalcázar

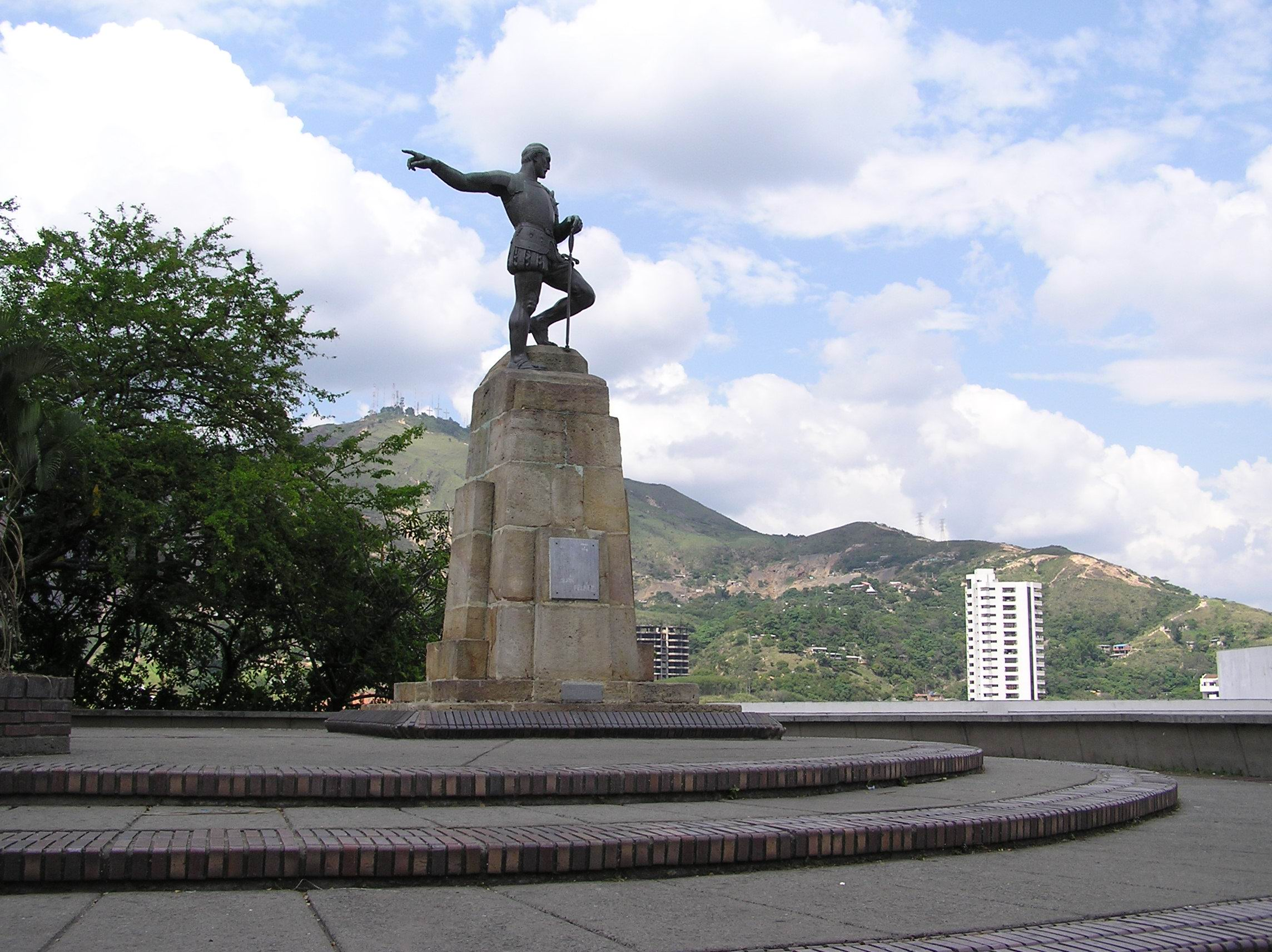
Staty över Sebastián de Belalcázar i Cali

Sebastián de Belalcázar, född 1479 eller 1480, död 1551, var en spansk conquistador som ledde erövringståg i dagens Ecuador och Colombia.
Belalcázar dömdes till döden men dog av naturliga orsaker innan han kunde överklaga beslutet.
Under 2020 var Belalcázar aktuell i samhällsdebatten då demonstranter från Colombias ursprungsfolk rev statyer som avbildar honom.

## Ungdom
Belalcázar föddes som Sebastián Moyano i  provinsen Córdoba. Han tog namnet Belalcázar eller Benalcázar som var namnet på en slottsstad nära hans födelseplats i Córdoba. Enligt olika källor kan han ha lämnat Spanien så tidigt som 1498 för Nya världen, tillsammans med Christopher Columbus, men José de Castellanos skrev att han dödade en mula och flydde därför Spanien för Västindien, i rädsla för straff och att han såg en chans att lämna den fattigdom han levde i.

## I Amerika
Sebastián de Belalcázar kom till Nicaragua 1524 tillsammans med Francisco Hernández de Córdoba, där han blev Leóns förste borgmästare. Han stannade där till 1527, då han lämnade landet för Honduras, som ett resultat av dispyter mellan de spanska guvernörerna. Han återvände tillfälligt till León på väg till Perus kust där han 1532 gick med i Francisco Pizarros expedition.

## Erövringen av Ecuador
1534, efter att ha hjälp Pizarro i slag mot ursprungsbefolkningen, åkte Belalcázar för att erövra Quito i Ecuador, med tillgångar som han hade erhållit som kompensation för sina tidigare fälttåg. Quito hade varit den nordligaste staden i inkariket, men innan Belalcázar intog den, skickade inkageneralen Rumiñahui stadens skatter djupt in i Anderna och brände därefter Quito. Belalcázar grundade den nya staden Quito tillsammans med Diego de Almagro, och hedrade Pizarro genom att ge staden det fullständiga namnet San Francisco de Quito.
Belalcázars strider var inte helt hedervärda. I byn Quinche nära Puritaco, fann han att alla män rest bort för att slåss. För att statuera ett exempel (och för att ventilera sin frustration över att hitta så lite skatter) beordrade han att alla kvinnor och barn skulle dödas.

## Erövringen av dagens Colombia
När han 1535 förflyttade sig norrut in i det nuvarande Colombia i sökandet efter Eldorado, gick han in i Caucas floddal. Där grundade han de sydvästra colombianska städerna Pasto, Santiago de Cali och Popayán.
Han fortsatte mot Magdalenas floddal och kom 1539 till centrala Colombias högland tillsammans med Gonzalo Jiménez de Quesada och tysken Nikolaus Federmann. Karl V utsåg Belalcázar till guvernör i Popayán och i maj 1540 fick han hederstiteln adelantado. Det uppstod ett bråk om marken mellan Belalcazár och Pascual de Andagoya, som styrde grannprovinsen. Belalcázar försvarade framgångsrikt sin mark och övertog dessutom en del av Andagoyas. Han ingrep senare i en konflikt mellan anhängare av Pizarro- och Almagrofamiljerna i Peru. 1546 beordrade han, under ytterligare en markrelaterad tvist, avrättningen av Jorge Robledo som styrde en av grannprovinserna. Belalcazár ställdes 1550 inför domstol i sin frånvaro, fälldes och dömdes till döden för Robledos död och andra orsaker kopplade till sin ständiga inblandning i krig mot andra erövrare. Han avled 1551 i Cartagena i Colombia, innan han kunde påbörja resan tillbaka till Spanien för att överklaga beslutet.
Den 16 september 2020 revs en staty av Belalcázar i Popayán av aktivister från ursprungsbefolkningen, i protest mot 500 år av slaveri och förtryck. En annan staty av Belalcázar revs den 28 april 2021 i Cali.